# Finala Campionatului Mondial al Cluburilor FIFA 2009
Finala Campionatului Mondial al Cluburilor FIFA 2009 a fost un meci de fotbal jucat între Barcelona și Estudiantes.
Lionel Messi a marcat golul câștigător pentru Barcelona la cinci minute după prelungiri, bifând al șaselea trofeu în 2009.

## Meci

### Detalii
| Estudiantes | 1 – 2 (a.e.t.) | Barcelona            |
| ----------- | -------------- | -------------------- |
| Boselli 37' | Cronică        | Pedro 89' Messi 110' |

| Estudiantes | Barcelona |

| ESTUDIANTES:      |    |                          |       |       |
|                   |    |                          |       |       |
| GK                | 25 | Damián Albil             |       |       |
| DF                | 2  | Leandro Desábato         | 119'  |       |
| DF                | 3  | Christian Cellay         |       |       |
| DF                | 13 | Juan Manuel Díaz         | 45+2' |       |
| DF                | 16 | Germán Ré                |       | 90+1' |
| DF                | 30 | Clemente Rodríguez       | 58'   |       |
| MF                | 8  | Enzo Pérez               | 65'   | 79'   |
| MF                | 11 | Juan Sebastián Verón (c) |       |       |
| MF                | 22 | Rodrigo Braña            | 119'  |       |
| MF                | 23 | Leandro Benítez          |       | 76'   |
| FW                | 17 | Mauro Boselli            |       |       |
| Rezerve:          |    |                          |       |       |
| MF                | 5  | Matías Sánchez           | 94'   | 76'   |
| MF                | 18 | Maxi Núñez               |       | 79'   |
| DF                | 21 | Faustino Rojo            | 112'  | 90+1' |
| Antrenor:         |    |                          |       |       |
| Alejandro Sabella |    |                          |       |       |

| BARCELONA:      |    |                    |      |     |
|                 |    |                    |      |     |
| GK              | 1  | Víctor Valdés      | 118' |     |
| RB              | 2  | Dani Alves         |      |     |
| CB              | 5  | Carles Puyol (c)   |      |     |
| CB              | 3  | Gerard Piqué       |      |     |
| LB              | 22 | Éric Abidal        |      |     |
| DM              | 16 | Sergio Busquets    |      | 79' |
| CM              | 15 | Seydou Keita       |      | 46' |
| CM              | 6  | Xavi               |      |     |
| RF              | 10 | Lionel Messi       | 23'  |     |
| LF              | 14 | Thierry Henry      | 82'  | 83' |
| CF              | 9  | Zlatan Ibrahimović |      |     |
| Rezerve:        |    |                    |      |     |
| FW              | 17 | Pedro              |      | 46' |
| MF              | 24 | Yaya Touré         |      | 79' |
| FW              | 7  | Jeffrén Suárez     |      | 83' |
| Antrenor:       |    |                    |      |     |
| Josep Guardiola |    |                    |      |     |

| Man of the Match: Lionel Messi (Barcelona) Arbitrii asistenți: Héctor Vergara Marvin Torrentera Arbitru: Ravshan Irmatov |